# Bieke Kindt
Bieke Kindt (11 februari 2000) is een Belgische volleybalster. Ze speelt als middenaanvalster.

## Levensloop
Kindt speelde in haar jeugd bij VC Nazareth en liep school aan de Topsportschool in Vilvoorde. Ze startte haar carrière bij VC Oudegem. Later maakte ze de overstap naar Hermes Oostende en diens opvolger BEVO Roeselare.
Met de Young Yellow Tigers U18 nam ze in 2015 deel aan het FIVB wereldkampioenschap volleybal voor meisjes waar ze de achtste finales haalden.
Kindt debuteerde in 2018 tijdens de FIVB Nations League vrouwen 2018 in de Belgische nationale ploeg. Ze was ook opgenomen in de selectie voor de FIVB Nations League vrouwen 2019.
Haar broer Lou en zus Femke zijn eveneens actief in het volleybal.